# チェンマイ山岳民族博物館

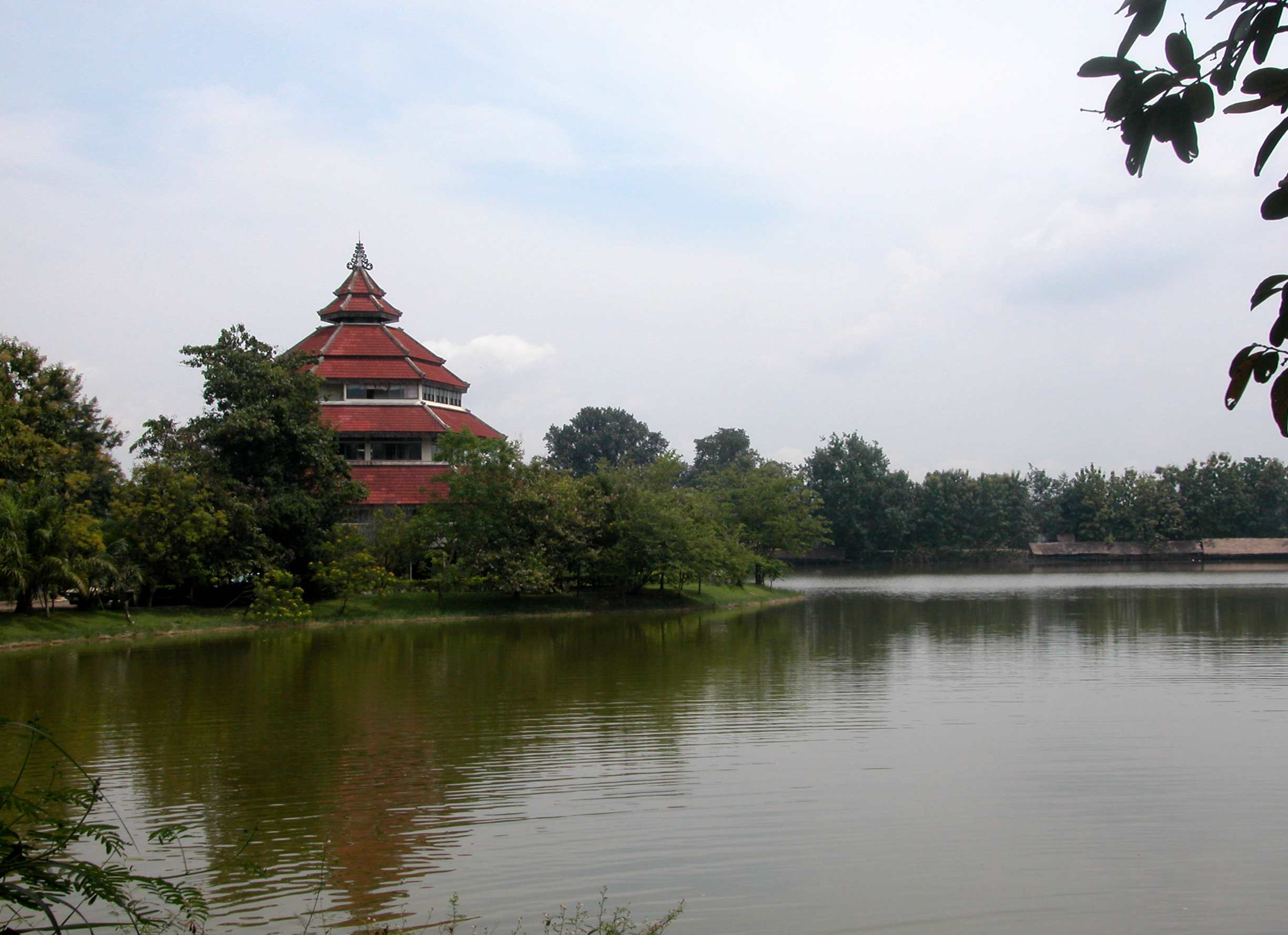

チェンマイ山岳民族博物館 (タイ語: พิพิธภัณฑ์ชาวเขา、英語:Tribal Museum Chiang Mai) はタイ王国チェンマイ県にある博物館。2002年に解散したタイ王国山岳民族研究所の民族学研究資料を引継ぎ、タイの山岳民族に関する研究、展示を行っている。

## 概要
チェンマイ山岳民族博物館の前身は、1965年にチェンマイ大学構内に創設された内務省公共福祉局 山岳民族福祉部 山岳民族研究センター（その後、労働・社会福祉省公共福祉局所属『山岳民族研究所』に改称）。1997年、ラーマ9世ランナー公園内で民族資料学展示を開始した。その後2002年に社会開発・人間安全保障省（チェンマイ県社会開発・人間安全保障局）の監督下におかれることになった。
仏塔を模した八角形の外観をもつ4階建ての博物館はノーンホー貯水池に浮かぶ島の上に建てられており、12の山岳民族の生活・社会を説明する道具や写真を展示している。12の山岳民族はそれぞれ、カレン、モン、ヤオ、ラフ、アカ、リス、ラワ、ティン、カム、ムラブリ、パドゥン（カレンの支族）、パラウン。
2011年1月15日博物館で火災が発生。博物館3階から失火し、3階の王室記念展示室、4階の山岳民族研究資料保管庫・書庫を焼失した。

## 所在地
チェンマイ県 ムアンチエンマイ郡  チョータナー通り ラーマ9世・ランナー公園周辺 
(บริเวณสวนล้านนา ร.9 ถนน โชตนา อำเภอเมือง จังหวัดเชียงใหม่ 50300  
）
チェンマイ市内から国道107号を北に5km。

## 開館
- 開館時間: 09:00‐16:00
- 閉館日:土、日、祝日